# Caborana
Caborana ist eines von 18 Parroquias in der Gemeinde Aller der autonomen Region Asturien in Spanien.

## Geographie
Caborana hat 1380 Einwohner (2011) und eine Grundfläche von 3,69 km². Es liegt auf 260 m und wurde am 16. Juli 1659 gegründet. Die nächste größere Ortschaft ist Cabañaquinta, der 13 km entfernte Verwaltungssitz der Gemeinde Aller.
Caborana umfasst die Ortsteile, Dörfer und Weiler Buciello, El Cantiquín, Los Collados, Conveniencia, Cuarteles del Segundo, Cuarteles Nuevos, Cuarteles Viejos, Legalidad, Llanalamata, Estrada, Nuestra Señora de Fátima, La Pinga, La Primayor, La Provía,
El Quintu, La Reguera, La Sienra, Sinariego, El Tarancón, La Tejera, El Tercero, La Torre und Valdefarrucos.

## Klima
Angenehm milde Sommer mit ebenfalls milden, selten strengen Wintern. In den Hochlagen können die Winter durchaus streng werden.

## Sehenswürdigkeiten
- Käserei am Ortsrand (Ziegenkäseproduktion)

## Söhne und Töchter
- Adolfo Camilo Díaz (* 1963), Schriftsteller, schreibt in Asturischer und Spanischer Sprache.